# 伯尼·弗赖尔
伯尼·W·弗赖尔（英語：Bernie W. Fryer，1949年12月25日—），美国NBA联盟前职业篮球运动员。他在1972年的NBA选秀中第7轮第12顺位被菲尼克斯太阳选中。